# Hugo Berch
Hugo Casper Reinhold Berch, född 27 oktober 1854 på Össjö gård i Össjö socken, död 9 oktober 1920 på Ekebjer i Össjö socken, var en svensk militär.

## Biografi
Hugo Beerch var son till major Otto Berch och friherrinnan Hedvig ("Hedda") Stierncrona. Han blev volontär vid Norra skånska infanteriregementet 1873, volontärvicekorpral vid Skånska husarregementet 1874 och elev vid Krigsskolan på Karlberg samma år. Efter att ha utexaminerats 1875 blev han samma år underlöjtnant vid Skånska husarregementet, löjtnant där 1884 och ordonnansofficer hos kavalleriinspektören 1890. Berch blev ryttmästare vid Skånska husarregementet 1895, major där 1903, överstelöjtnant 1906 och var 1907–1914 överste och chef för samma regemente. Hugo Berch blev riddare av Svärdsorden 1898, kommendör av andra klass av Svärdsorden 1910 och kommendör av första klass av Svärdsorden 1914. Han var ägare till herrgårdarna Ekebjer och Berchshill, båda i Össjö socken.